# Lissonotus fallax
Lissonotus fallax là một loài bọ cánh cứng trong họ Cerambycidae.